# Paul-Claudiu Cotîrleț
Paul-Claudiu Cotîrleț (n.  ?) este un deputat român, ales în 2024 din partea PSD. 